# 陶利安德勒格德
陶利安德勒格德，是匈牙利维斯普雷姆州所辖的一个村，总面积28.08平方公里，总人口698，人口密度24.9人/平方公里（2010年1月1日）。